# 켈수스
푸블리우스 유벤티우스 켈수스 또는 첼수스(Publius Juventius Celsus, 67년 ~ 130년)는 고대 로마의 법학자이다. 주요 저서로는 《사법해설》이 있다.

## 법학자로서의 활동

### 저서
《사법해설(私法解說)》

### 명언
- 법은 정선(正善)과 형평(衡平)의 수단이다 (Ius est ars boni et aequi).[1]
- 법률의 전부를 보지 않고 그 일부에만 의거해서 판결하거나 해답하는 것은 법률가로서의 큰 오류이다
- 법률을 안다는 것은 그 용어를 파악하는 것이 아니라, 그 의의와 적용을 이해하는 것을 뜻한다 (Scire leges non hoc est verba earum tenere, sed vim ac potestatem).